# Подофилл
Подофи́лл, или ноголи́ст (лат. Podophýllum) — род растений семейства Барбарисовые (Berberidaceae).
Этот род включает 10 видов, 9 из которых распространены в Юго-Восточной Азии и Гималаях, а один на востоке Северной Америки. Некоторые ботаники собственно подофиллом считают только североамериканский вид — подофилл щитовидный (Podophyllum peltatum), а азиатские виды выделяют в особые роды Sinopodophyllum (китайский подофилл) и Dysosma. Все подофиллы — тенелюбивые лесные растения.

## Виды
Род включает в себя более 10 видов, некоторые из них:
- Podophyllum aurantiocaule Hand.-Mazz.
- Podophyllum delavayi Franch.
- Podophyllum difforme Hemsl. & E.H.Wilson
- Podophyllum glaucescens J.M.H.Shaw
- Podophyllum guangxiensis (Y.S.Wang) J.M.H.Shaw
- Podophyllum hemsleyi J.M.H.Shaw & Stearn
- Podophyllum hexandrum Royle — Подофилл шеститычинковый, или Подофилл гималайский
- Podophyllum mairei Gagnep.
- Podophyllum majoense Gagnep.
- Podophyllum peltatum L. — Подофилл щитовидный
- Podophyllum pleianthum Hance
- Podophyllum trilobulus J.M.H.Shaw
- Podophyllum versipelle Hance